# Diacilglicerolo-sterolo O-aciltransferasi
La diacilglicerolo-sterolo O-aciltransferasi è un enzima appartenente alla classe delle transferasi, che catalizza la seguente reazione:
1,2-diacil-sn-glicerolo + sterolo ⇄ monoacilglicerolo + sterolo estere
Il colesterolo, sitosterolo, campesterolo ed il diacilglicerolo possono agire come accettori. L'enzima trasferisce un certo numero di gruppi acili a lunga catena.